# Мартынов, Александр Васильевич (священник)
Александр Васильевич Мартынов (1857—1901) — богослов; профессор Московской духовной академии и Московского сельскохозяйственного института.

## Биография
Родился в 1857 году в семье священника в селе Мечеходово Любимского уезда Ярославской губернии. Окончил Пошехонское духовное училище, Ярославскую духовную семинарию (1878) и Московскую духовную академию (1882; 1-й магистрант Богословского отделения XXXVII курса). Был оставлен в академии для преподавания — приват-доцентом на кафедре патристики. В 1886 году был удостоен степени магистра богословия за работу «Учение святого Григория Нисского о природе человека» и утверждён в звании доцента. С 1891 года стал дополнительно преподавать в академии английский язык.
В 1893 году был назначен ректором Харьковской духовной семинарии; в мае был возведён в сан протоиерея. Спустя год, в июне 1894 года стал ректором Таврической духовной семинарии, но уже через два месяца уехал в Москву, где стал заведовать кафедрой православного богословия Московского сельскохозяйственного института и был настоятелем домовой институтской церкви. Состоял членом Совета и Правления института.
В последние годы стал также преподавать богословие на Высших женских курсах и в женской гимназии С. Н. Фишер.
Скончался 17 (30) ноября 1901 года «внезапно в результате скоротечной болезни».
В различных богословских журналах было опубликовано несколько его статей; он — автор публикаций: «Разбор и опровержение догматических заблуждений пашковцев» (Сергиев Посад, 1893); «К вопросу о церковном учительстве» (М., 1896); «О христианском посте» (М., 1898); «Эволюционизм перед нравственным судом христианства» (М., 1900); «К вопросу о церковном учительстве»; «Нравственное учение Климента Александрийского по сравнению с стоическим».